# Laure Lekane
Laure Lekane (Luik, 5 november 1989) is een Belgische politica voor de marxistische PVDA (PTB).

## Levensloop
Lekane is van opleiding maatschappelijk werkster aan de Haute École de la Province de Liège. Ze begon haar professionele loopbaan in de Hauts-Sarts, een economische zone in Herstal. Ze werd coördinator van een productieteam van een bedrijf in de sociale economie. Ze werkte daarna als administratief bediende in de exportsector en werd er nadien partnerschapsmanager. Hierbij waren Burkina Faso, Vlaanderen, Wallonië en Frankrijk haar voornaamste werkterreinen.
Ze werd militant en lid van Comac, de jongerenbeweging van de PVDA. In 2017 was medeoprichter van een PVDA-afdeling in Oupeye, waarvan ze voorzitter werd. Sinds de lokale verkiezingen van oktober 2018 is ze gemeenteraadslid van de gemeente.
In mei 2019 werd ze voor het arrondissement Luik tevens verkozen tot lid van het Waals Parlement en het Parlement van de Franse Gemeenschap. Ook werd ze door haar partij afgevaardigd naar de Senaat om er te zetelen als deelstaatsenator. Ze oefende haar parlementaire mandaten uit tot in juni 2024. In het Waals Parlement was ze vicevoorzitter van de commissie Werk, Sociale Actie en Gezondheid. Bij de Waalse verkiezingen van juni 2024 kwam Lekane niet meer op.